# Thất lạc cõi người (tiểu thuyết)
Nhân gian thất cách (人間失格 Ningen Shikkaku, n.đ.: "Mất tư cách làm người") là một tiểu thuyết ngắn mang yếu tố tự thuật năm 1948 của Dazai Osamu. Cuốn sách được xem là kiệt tác của tác giả và xếp thứ hai trong số những tiểu thuyết bán chạy nhất ở Nhật, chỉ sau Nỗi lòng của Natsume Sōseki. Tại Việt Nam, tiểu thuyết được phát hành dưới tên Thất lạc cõi người bởi nhà sách Phương Nam.

## Nội dung
Nhân gian thất cách được dưới dạng ghi chép của chàng trai trẻ tên là Ōba Yōzō (大庭 葉蔵 (Đại Đình Diệp Tàng)) được một người lạ mặt tìm thấy từ một phụ nữ từng là madam quán bar.
Quyển sổ ghi chép thứ nhấtYōzō từ nhỏ đã cảm thấy không thể nào hiểu được con người. Cậu buộc phải làm trò hề để có thể quan hệ với người khác và cũng để nhằm quên đi việc bị gia nhân xâm phạm thuở nhỏ.
Quyển sổ ghi chép thứ haiYōzō trở nên cực kì nhạy cảm với những ai có thể bóc mẽ màn giả vờ của cậu. Sau khi quen với Horiki, một sinh viên cùng học ở trường mỹ thuật tư thục, cậu bắt đầu sao nhãng việc học mà rượu chè, hút hít và gái gú. Đỉnh điểm, cậu quan hệ với một phụ nữ đã có chồng và cùng tự sát đôi với cô ta. Nhưng người phụ nữ thì chết, chỉ Yōzō được cứu sống, mang trên mình mặc cảm tội lỗi.
Quyển sổ ghi chép thứ baYōzō bị đuổi học khỏi trường đại học và sau đó, sống nhờ nhà một người bạn của cha cậu. Một thời gian sau, cậu sống với một bà mẹ đơn thân là chỗ quen biết của Horiki, nhưng cũng không lâu sau lại đến sống với một madam quán bar. Về sau, Yōzō yêu thương và cưới một cô gái trẻ và ngây thơ. Nhờ cô mà trong một thời gian, Yōzō tu chí làm việc là một họa sĩ truyện tranh và vẽ minh hoạ. Tuy nhiên, Horiki lại xuất hiện và Yōzō lại ngựa quen đường cũ. Cậu còn trở nên xa lánh với vợ mình sau khi cô bị một người quen cưỡng hiếp. Qua thời gian, Yōzō nghiện rượu và ma túy. Cậu bị đưa vào viện tâm thần và sau đó được đưa về nhà một người phụ nữ do anh cả cậu sắp xếp. Chuỗi ngày như ác mộng của cậu tiếp tục khi quanh năm bị người phụ nữ đó hãm hiếp nhưng bây giờ cậu không còn thấy vui hay buồn. 27 tuổi nhưng tóc bạc nên ai cũng tưởng Yōzō đã trên 40.

### Ấn bản tại Việt Nam
Trong ấn bản của Nhân gian thất cách ở Việt Nam, bản thân câu chuyện cùng tên chỉ chiếm khoảng một nửa cuốn sách. Còn lại là:
- 3 truyện ngắn:
  - Đêm tuyết
  - Một trăm cảnh núi Phú Sĩ
  - Tám cảnh sắc Tokyo
- Phụ lục
  - Dazai Osamu, tài hoa bị vây trong cùng khốn

## Chuyển thể

### Phim
Tiểu thuyết được chuyển thể thành phim cùng tên năm 2010, đạo diễn bởi Arato Genjirō và có sự tham gia của diễn viên Ikuta Toma. 

### Anime
Sách được chuyển thể thành 4 tập đầu trong series anime Aoi Bungaku (nghĩa đen Văn học xanh - chỉ những kiệt tác văn học sống mãi cùng thời gian).

### Manga
Usamaru Furuya đã tạo ra một phiên bản truyện tranh gồm ba tập của Nhân gian thất cách, được xuất bản trên tạp chí Comic Bunch của Shinchosha bắt đầu từ số 10, 2009. Một ấn bản tiếng Anh đã được xuất bản bởi vertical, Inc. vào năm 2011–2012.
Phiên bản Ningen Shikkaku: Kai (Nhân gian thất cách: Hoại, 壊 - "Hoại" trong "huỷ hoại"), có 1 tập, tạo bởi Yasunori Ninose, được đăng trong Champion Red từ tháng 4 đến tháng 7 năm 2010. Không giống như phiên bản của Furuya, bộ truyện tranh này mô tả cảm xúc tiêu cực và quan hệ tình dục của con người như những xúc tu, đã mê hoặc Ninose từ khi anh ta 5 tuổi.
Phiên bản thứ ba (ISBN 978-4872578102) Ningen Shikkaku (1 tập) bởi Variety Works., kể lại câu chuyện trong bối cảnh trước Thế chiến thứ nhất của nó, được ủy quyền cho bộ Manga de Dokuha (chuyển thể truyện tranh của văn học cổ điển), được xuất bản bởi Gakken. Một phiên bản tiếng Anh đã được xuất bản ở định dạng trực tuyến bởi JManga vào năm 2011.
Phiên bản Ningen Shikkaku (1 tập) chuyển thể bởi Hikochi Sakuya.
Năm 2017 mangaka Junji Ito đã xuất bản một bản chuyển thể khác giữ nguyên tên gốc. Trong phiên bản này của câu chuyện, Yozo gặp chính Osamu Dazai trong quá trình hồi phục tị nạn, do đó cho phép anh kể câu chuyện của mình trong cuốn sách tiếp theo. Bộ truyện tranh bao gồm việc kể lại vụ tự tử của Dazai dưới góc nhìn của Oba.

## Sự lan tỏa
William Bradbury của Thời báo Nhật Bản gọi đó là một cuốn tiểu thuyết vượt thời gian, nói rằng "Cuộc đấu tranh của cá nhân để phù hợp với một xã hội bình thường hóa vẫn còn liên quan đến ngày hôm nay như thời điểm viết". Serdar Yegulalp của Genji Press ghi nhận sức mạnh của Dazai trong việc miêu tả tình huống của nhân vật chính, mô tả cuốn tiểu thuyết là "ảm đạm theo cách vừa cực đoan nhưng cũng không bị ép buộc một cách kỳ lạ". Cả hai nhà phê bình đều lưu ý đến phẩm chất tự truyện của cuốn tiểu thuyết, nhưng cho rằng phong cách của Dazai khiến độc giả kết nối với Ōba hơn là tập trung vào tác giả.